# داستين توماسون
داستين توماسون (بالإنجليزية: Dustin Thomason)‏ (1976، هونولولو في الولايات المتحدة)؛ روائي أمريكي.

## روابط خارجية
- داستين توماسون على موقع IMDb (الإنجليزية)
- داستين توماسون على موقع ميوزك برينز (الإنجليزية)
- داستين توماسون على موقع قاعدة بيانات الفيلم (الإنجليزية)